# Кононовская (Вологодская область)
Кононовская — деревня в Сямженском районе Вологодской области.
Входит в состав Двиницкого сельского поселения, с точки зрения административно-территориального деления — в Двиницкий сельсовет.
Расстояние по автодороге до районного центра Сямжи — 60 км, до центра муниципального образования Самсоновской — 1 км. Ближайшие населённые пункты — Демидовская, Бараниха, Колбинская, Самсоновская, Макаровская.
По переписи 2002 года население — 63 человека (24 мужчины, 39 женщин). Всё население — русские.